# Francis Lācis
Francis Lācis (Riga, 22 de febrero de 1999) es un baloncestista letón que juega en las posiciones de alero y ala-pívot en el Rīgas Zeļļi de la Latvian-Estonian Basketball League. Representa a su país a nivel internacional en baloncesto 3x3.

## Trayectoria
Lācis disputó el campeonato juvenil letón LJBL con el Rīdzene antes de partir en 2018 a los Estados Unidos para estudiar en la Universidad Oral Roberts de Tulsa, Oklahoma, y jugar en los torneos de la Southland Conference de la División I de la NCAA con los Golden Eagles. En sus cuatro temporadas en el baloncesto universitario estadounidense disputó 114 partidos en los que promedió 4,8 puntos, 3,8 rebotes y 1 asistencia por encuentro. 
En agosto de 2022 retornó a Europa para incorporarse al equipo neerlandés Yoast United de la BNXT League. Tras completar su primera temporada como profesional fue repatriado a Letonia por el Rīgas Zeļļi.
Lācis comenzó a jugar regularmente en el circuito de baloncesto 3x3 de su país a partir de 2021, pasando a competir a partir de 2023 en el Tour Mundial de Baloncesto 3x3 como parte del equipo Kandava.

## Selección nacional
Lācis integró los seleccionados juveniles de baloncesto de Letonia entre 2015 y 2019, disputando el Eurobasket Sub-16 de 2015, el Eurobasket Sub-18 de 2017, y los Eurobasket Sub-20 de 2018 y 2019.
En 2022 jugó en la Conferencia Europa del Este de la FIBA 3x3 Nations League, un torneo para jugadores sub-23 de baloncesto 3x3.
Al año siguiente fue convocado para integrar la selección de baloncesto 3x3 de Letonia que ganó la medalla de oro en los Juegos Europeos de 2023, y que subió al podio en el Campeonato Europeo 3x3 de Baloncesto Masculino 2023 y en la Copa Mundial de Baloncesto 3x3 de 2023. 
Participó del torneo masculino de baloncesto 3x3 de los Juegos Olímpicos de París 2024.